# Batalhão de Escolta de Tito
O Batalhão de Escolta de Tito, oficialmente Batalhão de Escolta do Quartel-General Supremo Partisan (em servo-croata: Пратећи батаљон Врховног штаба НОВ и ПОЈ / Prateći bataljon Vrhovnog štaba NOV i POJ) era a unidade de proteção do Quartel-General Supremo dos Partisans Iugoslavos e seu comandante Josip Broz Tito, responsável por sua segurança durante a Segunda Guerra Mundial na Iugoslávia. Acompanhou Tito por toda a Iugoslávia durante a guerra, sofrendo baixas significativas e travando batalhas campais às vezes. Seus combates mais notáveis foram durante a ofensiva do Eixo Operação Schwarz, no sudeste da Bósnia, em meados de 1943, e na contenção do ataque aéreo do 500º Batalhão de Paraquedistas SS alemão durante a Operação Rösselsprung, em meados de 1944. 